# Scopula latelineata
Scopula latelineata är en fjärilsart som beskrevs av Ludwig Carl Friedrich Graeser 1892. Scopula latelineata ingår i släktet Scopula och familjen mätare. Inga underarter finns listade.